# Пфальц-Цвейбрюкенская династия

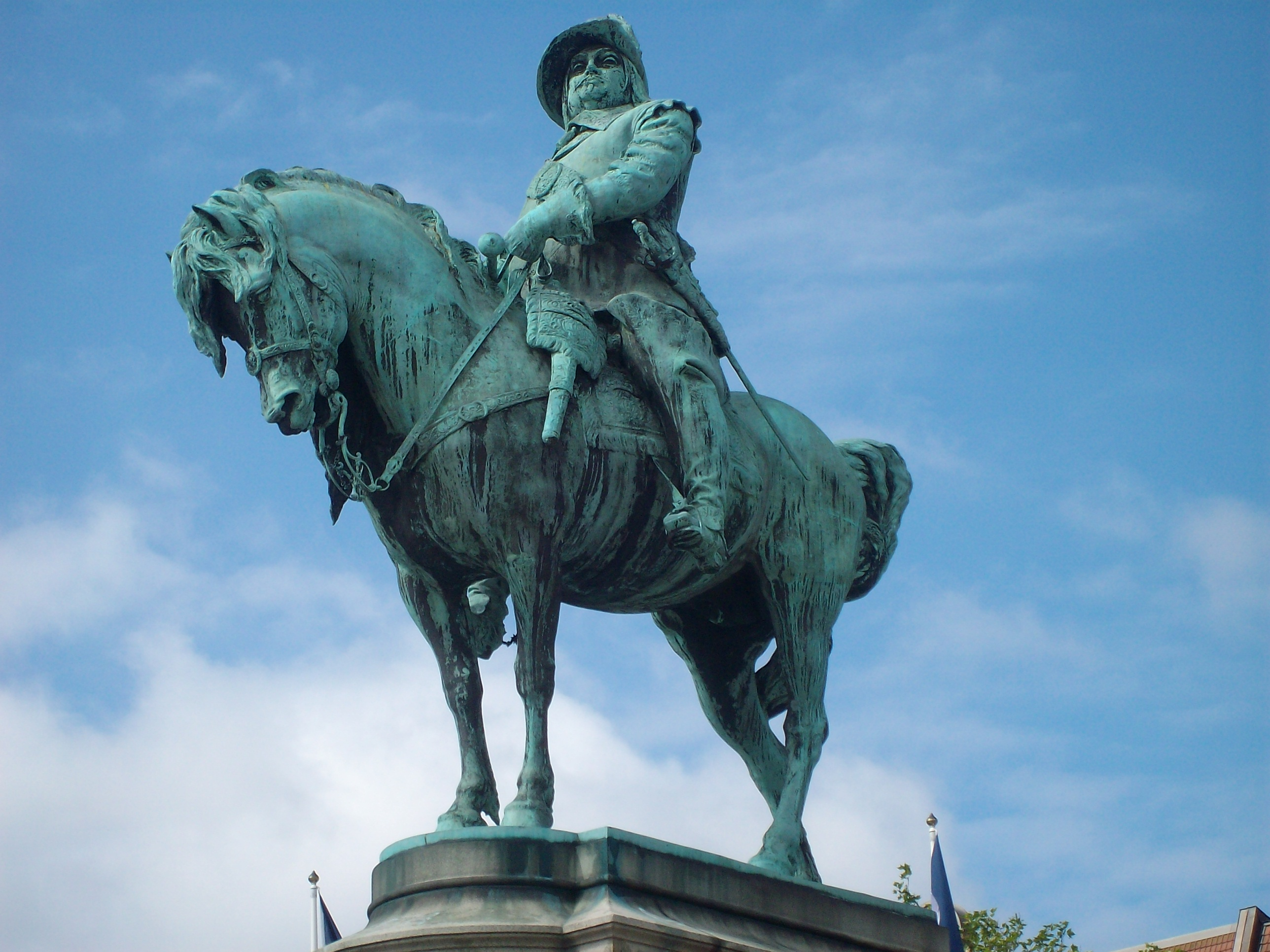
Памятник основателю династии
Карлу X Густаву в Мальмё

Пфальц-Цвейбрюккенская династия (швед. Pfalziska ätten, Pfalziska huset) — шведская королевская династия, правившая в 1654—1720 годах.
Являлась одной из ветвей южногерманского рода Виттельсбахов (Бавария, Пфальц). В 1410 году из старшей ветви рода, правившей в курфюршестве Пфальц, выделилась линия пфальцграфов Зиммернских. В 1453 году от неё в свою очередь отделилась линия пфальцграфов Цвайбрюккен-Нойбургских.
В 1579 году потомок основателя этой линии в пятом поколении пфальцграф Цвейбрюкенский Иоганн I (1550—1604) женился на Магдалене Юлих-Клевской (1553—1633). Третий сын от этого брака пфальцграф Иоганн Казимир (1589—1652) получил в наследство от отца маленькое княжество Клебург в Эльзасе и стал основателем линии пфальцграфов Цвейбрюкен-Клебургских. В 1615 году он женился на дочери шведского короля Карла IX Катарине.
От этого брака родились старшая дочь Кристина Магдалена Пфальц-Цвейбрюкен-Клеебургская, а также сыновья Карл Густав (1622—1660) и Адольф Иоганн (1629—1689). Первый из них в 1649 году был назначен наследником шведского престола, который он и занял в 1654 году. Адольф Иоганн же продолжил пфальцграфскую линию рода, которая угасла со смертью его сына в 1731 году.
Пфальц-Цвейбрюкенская династия занимала шведский трон на протяжении трёх поколений. После гибели в 1718 году Карла XII, не оставившего потомков, на престол взошла Ульрика Элеонора (1688—1741), которая в 1720 году отреклась от короны в пользу своего супруга Фредрика I Гессен-Кассельского (1676—1751). С её смертью в 1741 году династия пресеклась окончательно.

## Представители династии
- 1654—1660: Карл X Густав, сын дочери короля Карла IX
- 1660—1697: Карл XI, сын предыдущего
- 1697—1718: Карл XII, сын предыдущего
- 1718—1720: Ульрика Элеонора, сестра предыдущего